# Gianfranco Macchia
Gianfranco Macchia (Argenta, 2 novembre 1943) è un ex pugile italiano, campione italiano dei pesi mediomassimi.

## Biografia
Gianfranco Macchia nasce da una famiglia di agricoltori a Consandolo, una frazione della provincia di Ferrara compresa nel comune di Argenta ma situata a pochi chilometri da Portomaggiore. A differenza del fratello maggiore Bruno - che intraprenderà una discreta carriera di calciatore che lo porterà a giocare nella SPAL e nella Triestina - è dotato di un fisico possente e robusto. Viene perciò indirizzato sin da giovane da Uber Bacilieri a praticare il pugilato.

### Carriera amatoriale
Dopo aver militato in una società pugilistica di Molinella, approda alla corte del maestro della boxe ferrarese Nando Strozzi. Nel 1961 si mette in luce conseguendo tre vittorie consecutive fra i novizi per giungere, nell'estate di quell'anno, a conquistare a Roma il titolo italiano di categoria nei pesi medi, contro Gentiletti.
Passato nel 1962 fra i dilettanti, nel 1963 vince il campionato emiliano  dei pesi medi e arriva alla finale del titolo italiano dilettanti perdendo da Giovanni Peri. L'anno successivo, nei mediomassimi, non viene selezionato per le Olimpiadi di Tokyo, chiuso dal campione italiano Giulio Saraudi e, soprattutto, da Cosimo Pinto che vincerà la medaglia d'oro. Nel 1966 lascia la Palestra Padana di Strozzi e conclude la carriera dilettantistica dopo aver combattuto 23 match di cui 20 vinti, 9 prima del limite e 3 persi.

### Carriera da professionista
Il 18 agosto 1966 a San Remo, il ferrarese esordisce a torso nudo nei mediomassimi vincendo ai punti contro Bruno Vettoretto. Ha sempre Strozzi all'angolo. Il 7 marzo 1967, sul ring della Royal Albert Hall di Londra subisce il primo stop da professionista contro l'inglese Jimmy Tibbs per KO tecnico. Dopo una serie di incontri altalenanti, la carriera di Macchia decolla e il ferrarese infila una serie di ben 12 vittorie consecutive - di cui 7 prima del limite - che gli consentono di divenire l'aspirante ufficiale al titolo italiano dei mediomassimi.
Il 13 marzo 1970, a 32 anni, Macchia conquista, al Palalido di Milano il titolo di campione italiano dei mediomassimi battendo per getto della spugna il pavese Giovanni Biancardi. Il titolo gli viene però sottratto sul ring di Anzio il 22 agosto del medesimo anno da Giulio Rinaldi, ex campione europeo nonché avversario di Archie Moore per il titolo mondiale. 
Privato del titolo, Macchia ritenta la scalata il 13 febbraio 1971 al Palazzo dello Sport di Roma contro il nuovo campione Domenico Adinolfi ma perde ai punti. L'impresa gli riesce invece il 3 marzo 1972 sullo stesso ring e di nuovo contro Adinolfi, ai punti in dodici riprese.
Difende il titolo a Fermo 5 mesi dopo pareggiando contro il futuro campione d'Italia Renzo Grespan ma a Lecco, il 30 settembre dello stesso anno, perde il titolo ai punti contro il pugile di casa Mario Almanzo.
Tenta di recuperare posizioni nella graduatoria nazionale per poter ottenere quella chance europea che da tempo rincorre ma inutilmente. A 39 anni, il 9 marzo 1973, di nuovo al Palazzo dello sport di Roma perde ai punti con Aldo Traversaro che pone così fine alle sue speranze ed alla sua carriera.

### Dopo il ritiro
Ritiratosi dal pugilato, Macchia si stabilisce a Portomaggiore e svolge l'attività di agricoltore.